# Абдулла Аль-Ахрак
Абдулла Аль-Ахрак (араб. عبد الله الأحرق, нар. 10 травня 1997, Доха) — катарський футболіст, півзахисник клубу «Аль-Духаїль».
Виступав, зокрема, за клуб «Культураль Леонеса», а також національну збірну Катару.

## Клубна кар'єра
Народився 10 травня 1997 року в місті Доха. Вихованець футбольної школи клубу «Культураль Леонеса». Дорослу футбольну кар'єру розпочав 2016 року в основній команді того ж клубу, в якій провів один сезон, взявши участь в одному матчі чемпіонату.
До складу клубу «Аль-Духаїль» приєднався 2017 року.

## Виступи за збірні
Протягом 2014–2016 років залучався до складу молодіжної збірної Катару. На молодіжному рівні зіграв у 17 офіційних матчах.
У 2017 році дебютував в офіційних матчах у складі національної збірної Катару.

## Титули і досягнення
- Чемпіон Катару (3):

«Ад-Духаїль»: 2017-18, 2019-20, 2022-23
- Володар Кубка Еміра Катару (3):

«Ад-Духаїль»: 2018, 2019, 2022
- Володар Кубка наслідного принца Катару (2):

«Ад-Духаїль»: 2018, 2023
- Володар Кубка зірок Катару (2):

«Ад-Духаїль»: 2022-23, 2024-25
Збірні
- Переможець Юнацького (U-19) кубка Азії: 2014